# Wendilgarda mustelina arnouxi
Wendilgarda mustelina arnouxi is een spinnenondersoort in de taxonomische indeling van de parapluspinnen (Theridiosomatidae).
Het dier behoort tot het geslacht Wendilgarda. De wetenschappelijke naam van de soort werd voor het eerst geldig gepubliceerd in 1985 door Lopez & Emerit.